# Eriogonum ammei
Eriogonum ammei är en slideväxtart som beskrevs av Reveal & Veilleux. Eriogonum ammei ingår i släktet Eriogonum och familjen slideväxter. Inga underarter finns listade i Catalogue of Life.